# Lysá nad Labem
Lysá nad Labem (deutsch Lissa an der Elbe) ist eine Stadt im Okres Nymburk in Tschechien. Sie liegt 14 Kilometer westlich von Nymburk.

## Lage

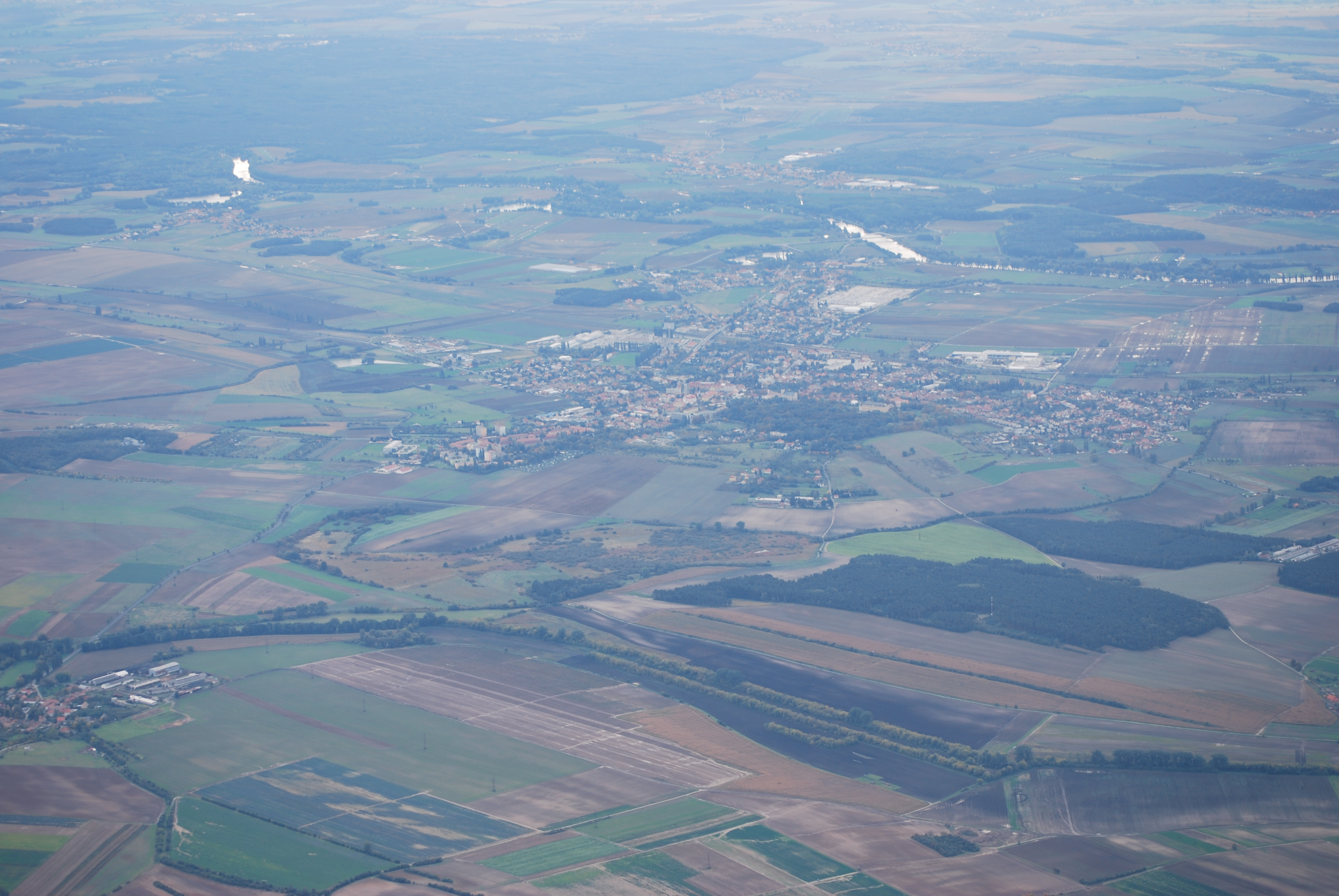
Luftaufnahme

Die Stadt befindet sich am Fuße eines 221 m hohen Hügels rechtsseitig der Elbe in einem fruchtbaren, ausgedehnten Tal. Nordöstlich erhebt sich der Šibák (Galgenberg, 223 m). Im Norden und Westen wird Lysá vom Flüsschen Mlynařice in einem weiten Bogen umflossen.
Nachbarorte sind Benátecká Vrutice und Mladá im Norden, Milovice und Vápensko im Nordosten, Stratov im Osten, Ostrá im Südosten, Litol, Tři Chaloupky, Tři Chalupy und Řehákova Bouda im Süden, Karlov und Byšičky im Südwesten, Dvorce im Westen sowie Stará Lysá im Nordwesten.

## Geschichte

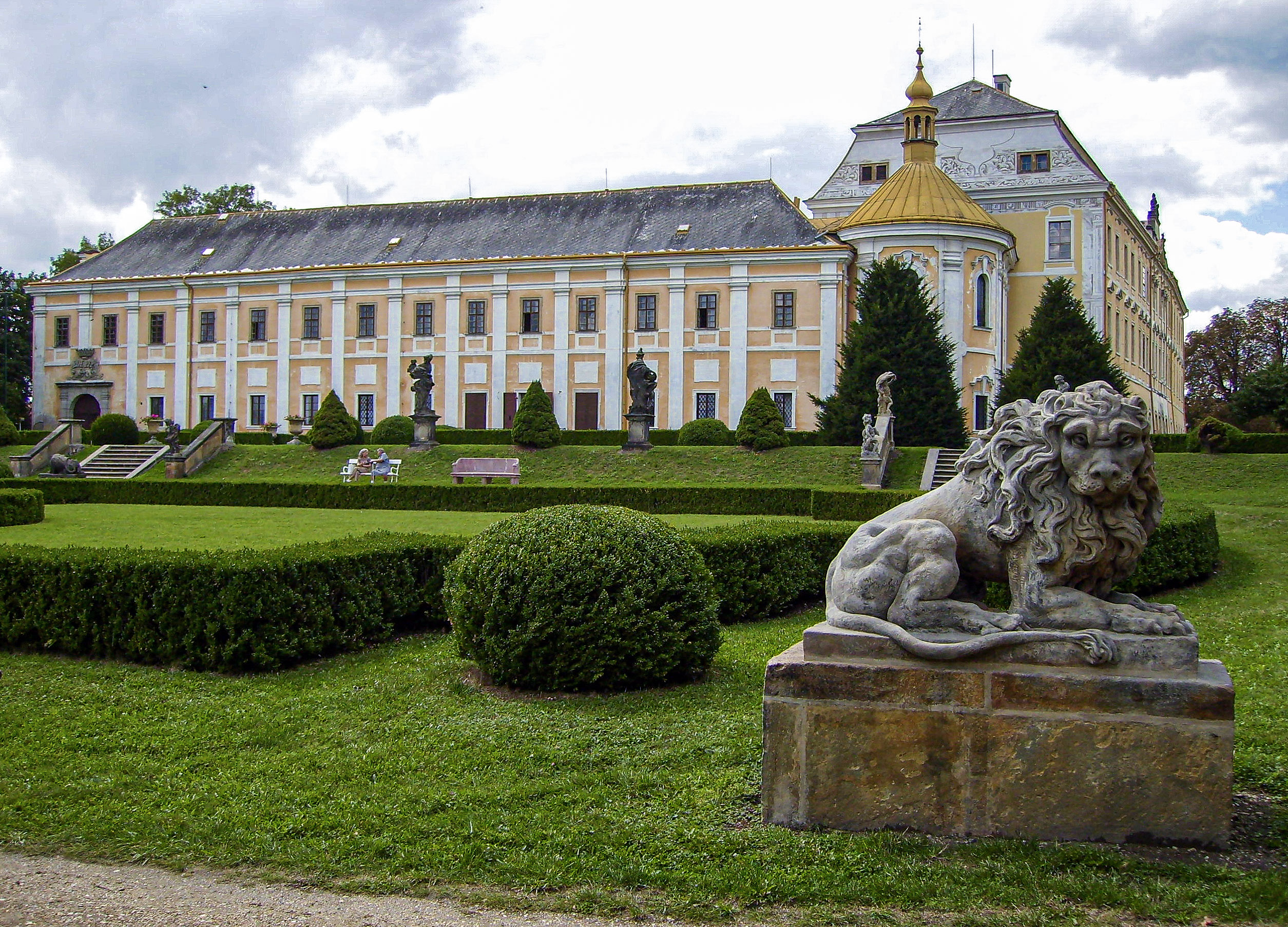
Schloss Lysá nad Labem

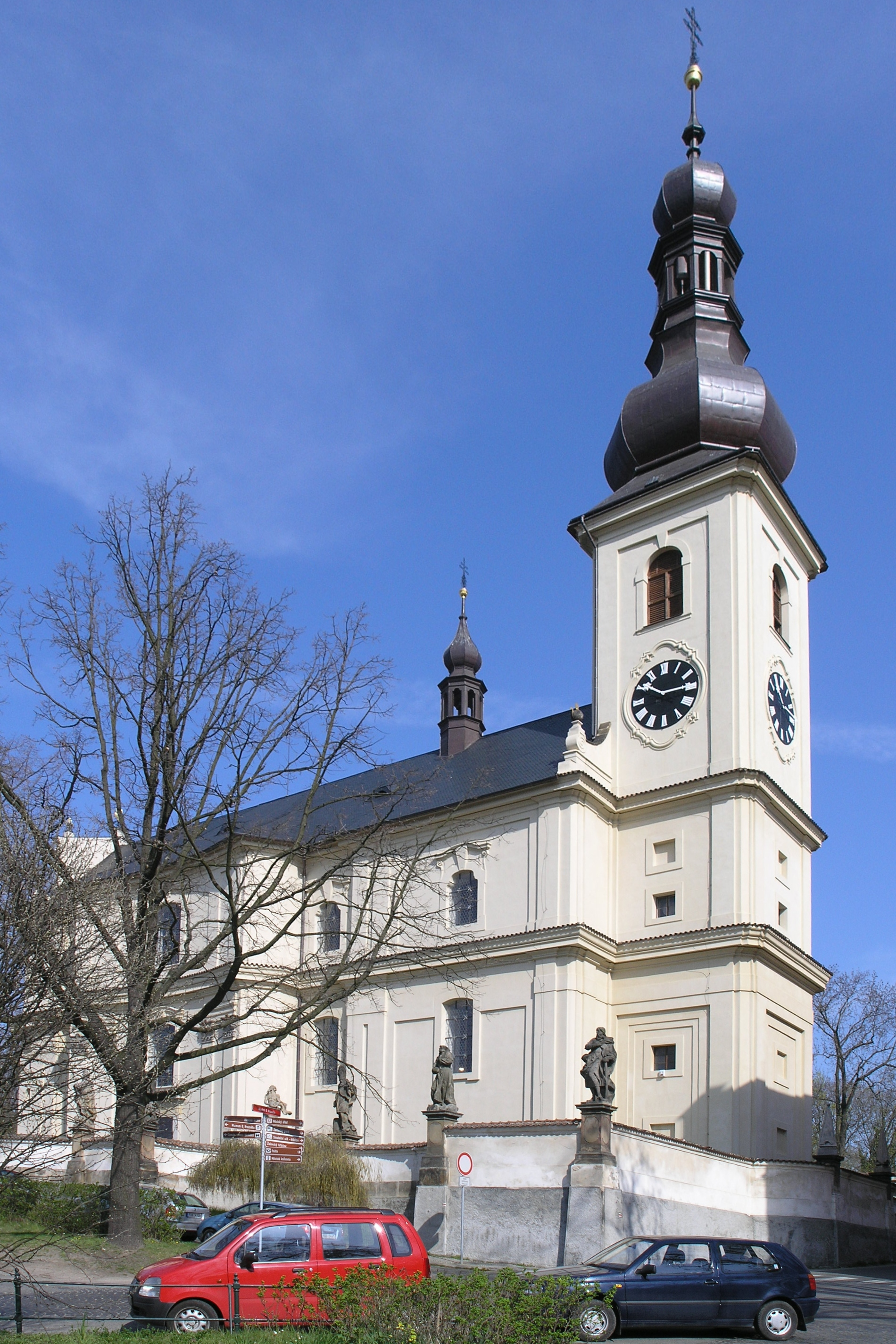
Kirche Johannes der Täufer

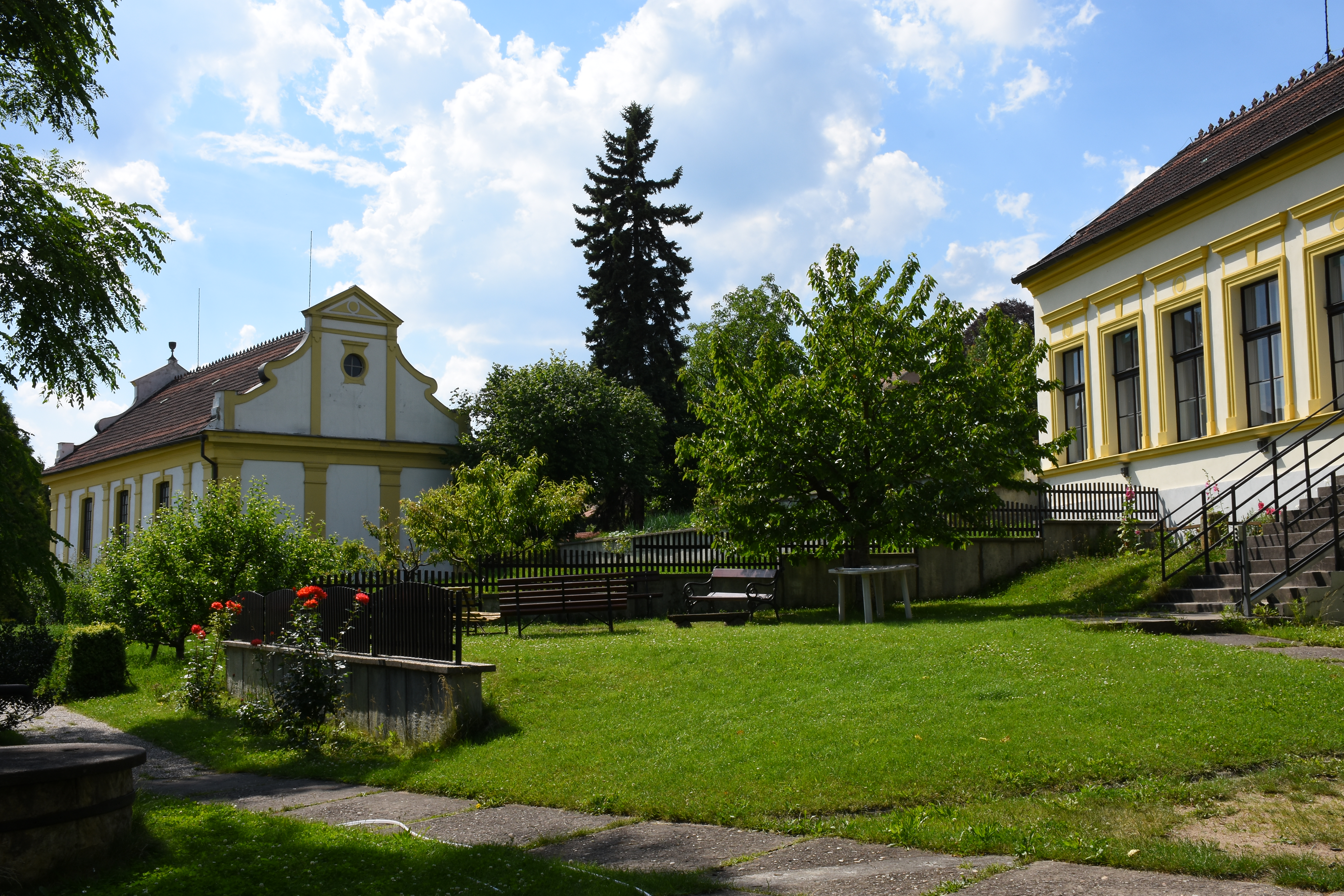
Reformierte Toleranzkirche mit Schule

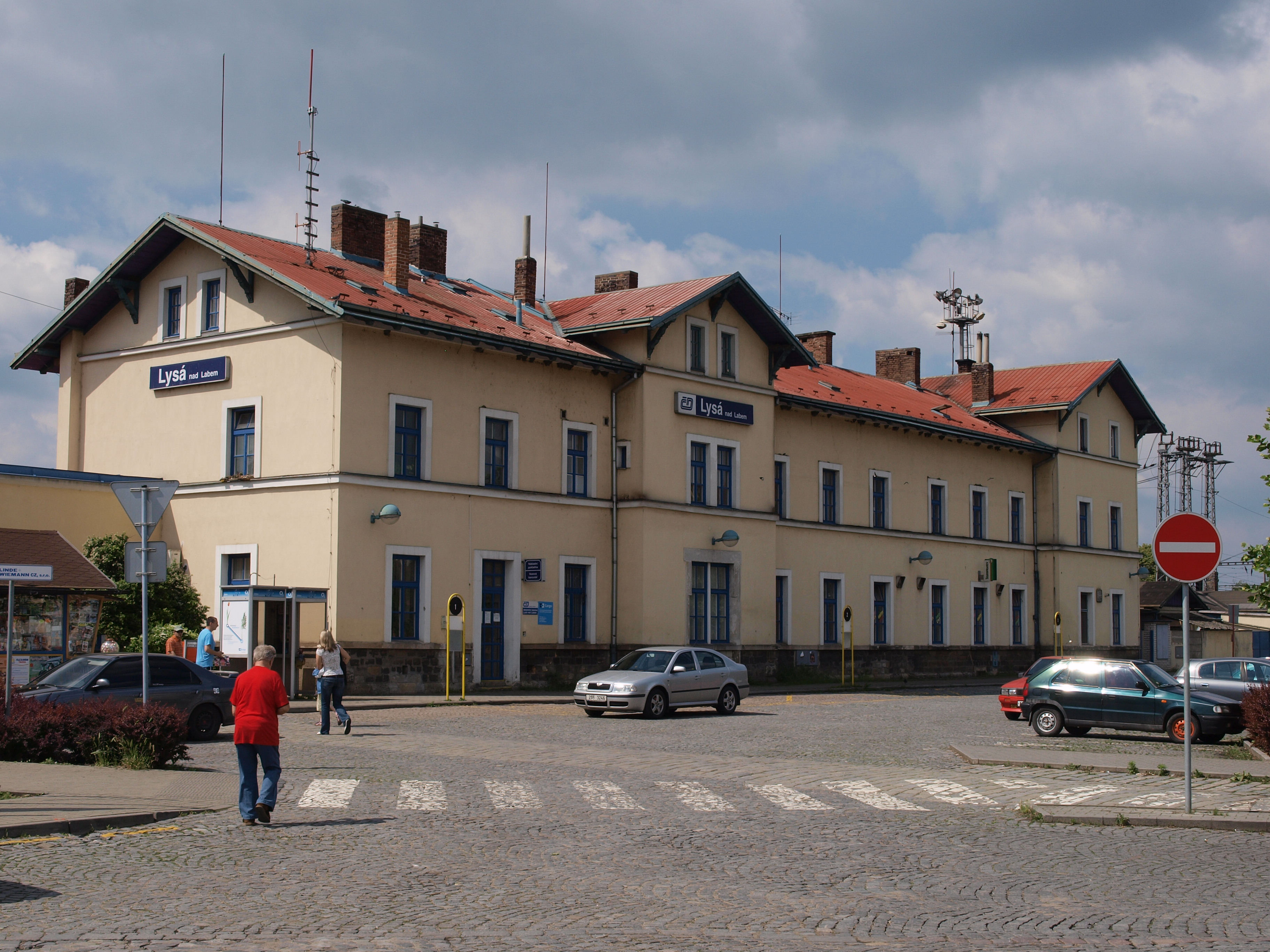
Der alte Bahnhof

Die ersten Erwähnungen von Lyssa stammen aus dem 11. Jahrhundert. Zu diesem Zeitpunkt soll an dem Berg Šibák der Fürst Jaromír auf Anweisung seines Bruders gefangen gehalten und geblendet worden sein. Lysá wurde im Lauf der Geschichte von mehreren Adelsgeschlechtern gehalten, darunter auch dem böhmischen Königsgeschlecht der Přemysliden.
Urkundlich wurde Nová Lysá 1291 erstmals erwähnt. Königin Guta von Habsburg vereinte damals die einzelnen Güter zu einem Ganzen. Aus der Ansiedlung erwuchs eine Stadt, und 1293 wurde auch die Verwaltung von Stará Lysá nach Nová Lysá verlegt.
Geschichtliche Höhepunkte des Ortes waren während der Rekatholisierung der bewaffnete Aufstand von 1625. Die Bevölkerung war, wie der größte Teil Mitteleuropas, protestantisch. Obwohl die Protestanten vor dem Einzug der Kaiserlichen Armee ihre Häuser verbrannten und in protestantisch regierte Fürstentümer flüchteten, wo sie u. a. 1630 im Kurfürstentum Sachsen das Dorf Lissa gründeten, lebten noch 1781, nach dem Erlass des Toleranzpatents, Nichtkatholiken im Untergrund. Eine unmittelbare Reaktion auf das Toleranzpatent war die Gründung der Reformierten Kirche 1783, die seit der Gründung der Tschechoslowakei 1918 als Kollegium der Böhmischen Brüder in den historischen Bauten weiter residiert.
Die Stadt wurde auch vom Räuber Wenzel Babinsky heimgesucht. In der Nacht auf den 1. Mai 1830 überfiel er mit einer siebenköpfigen Bande das Haus des Jan Paul. In einer Möbelfabrik in Lysá nad Labem wurden die Münzen des Protektorats Böhmen und Mähren geprägt.

## Sehenswürdigkeiten
- Ehemaliges Augustiner-Kloster aus dem 18. Jahrhundert in der Nachbarschaft zum Barock-Schloss mit Barock-Kirche, die der Reichsgraf Franz Anton von Sporck bauen ließ. Unter anderem sind darin Werke von Matthias Bernhard Braun und Peter Johann Brandl zu sehen.
- Museum der Orientalischen Kunst, gewidmet Bedřich Hrozný.
- Rathaus, erbaut 1746/47.

## Stadtgliederung
Die Stadt Lysá nad Labem besteht aus den Stadtteilen Byšičky (Bischiczek), Dvorce (Dworetz), Litol und Lysá nad Labem (Lissa).

## Söhne und Töchter der Stadt
- Franz Anton von Sporck (1662–1738), Reichsgraf und Verleger
- Rudolf Jedlička (1869–1926), Arzt
- Jan Durdík (1923–2002), Historiker
- Bedřich Hrozný (1879–1952), Altorientalist
- Maximilian Thun-Hohenstein (1887–1935), österreichischer Arzt und Bewegungsforscher
- Jan Durdík (1923–2002), Historiker
- Růžena Merunková (* 1940), Filmschauspielerin